# Sonntagsfrage
Als Sonntagsfrage (auch Wahlabsichtsfrage) wird in der deutschen und österreichischen Meinungs- und Wahlforschung die Frage nach der aktuellen Wahlabsicht bezeichnet. Die Frage hat sich als Standardinstrument der empirischen Forschung durchgesetzt und wird von akademischen sowie kommerziellen Umfrageinstituten genutzt. Sie wird als Grundlage zur Berechnung der aktuellen Stimmung und für Projektionen verwendet. Die Bezeichnung Sonntagsfrage geht auf den Wortlaut der Umfrage zurück: „Wenn am nächsten Sonntag (tatsächlich/wirklich) Bundestagswahl wäre, welche der folgenden Parteien würden Sie dann wählen?“ 

## Periodik
Die Sonntagsfrage wird in Deutschland seit 1949 regelmäßig erhoben, so dass sich mit ihr Trends feststellen und zeitliche Beziehungen darstellen lassen. Vor Wahlen häufen sich Veröffentlichungen zur Sonntagsfrage, doch auch in der wahlkampffreien Zeit werden regelmäßig Daten zu dieser erhoben und – oft im Monatsrhythmus – veröffentlicht. Dabei stellt die Sonntagsfrage nur ein aktuelles Meinungsbild in der Bevölkerung dar und ist nur bedingt zur Prognose des tatsächlichen Wahlergebnisses geeignet, auch wenn sie von Medien und Parteien häufig als Prognose bezeichnet wird. Von den Forschungsinstituten werden überwiegend nur Projektionen veröffentlicht, welche die erhobenen Daten der Sonntagsfrage unter Berücksichtigung weiterer Faktoren, wie der langfristigen Parteiidentifikation, modifizieren. Welche Faktoren die Institute dabei verwenden, gehört zu deren Betriebsgeheimnis. Eine Übersicht über aktuelle Sonntagsfragen verschiedener Institute sowie ein Archiv seit 1949 bietet die Seite wahlrecht.de.

## Methodik
In Deutschland hat sich der Wortlaut „Wenn am nächsten Sonntag (tatsächlich/wirklich) Bundestagswahl wäre, welche der folgenden Parteien würden Sie dann wählen?“ durchgesetzt, der an die jeweilige politische Ebene (Landes-, Bundes-, Europaebene) angepasst wird. Abhängig vom Studiendesign oder der Tradition des erhebenden Instituts wird die Frage teils mit vorgegebenen Parteinamen, teils offen gestellt. Der Deutsche Presserat empfiehlt den Print-Medien in seinem Pressekodex, Umfragen immer verbunden mit der Zahl der Befragten, dem Zeitpunkt der Befragung, dem Auftraggeber sowie der exakten Fragestellung zu veröffentlichen und anzugeben, ob die Umfrage methodisch als repräsentativ gelten kann.

### Datenerhebung
Die Meinungsforschungsinstitute wenden unterschiedliche Interview-Methoden an, um die Primärdaten zur Sonntagsfrage zu erheben.

#### Persönliche Befragung
Bei dieser Methode (auch „Face-to-face-Interviews“ genannt) wird eine zufällig ausgesuchte Zielperson zu Hause aufgesucht und gebeten, eine vorgegebene Liste von Fragen zu beantworten. Diese Methode ist so alt wie die Meinungsforschung selbst und war über viele Jahre die einzige fachlich anerkannte Methode zur Datenerhebung. In vielen Meinungsforschungsinstituten wurde sie in den 1980er bis 1990er Jahren aus Kostengründen allmählich durch Telefoninterviews ersetzt.
- Beim Institut für Demoskopie Allensbach werden die Daten in einem persönlichen Gespräch erhoben. Dabei wird dem Befragten eine Liste von Parteien übergeben und um die Nennung seiner Präferenz gebeten. Die Liste besteht derzeit (Stand: Juni 2025) aus folgenden Parteien: AfD, BSW, CDU, CSU, FDP, Grüne, Die Linke und SPD.[6]

#### Telefoninterviews
In Telefoninterviews wird eine Liste von zufällig ausgewählten Telefonnummern durchgearbeitet. Dabei kann die Befragung am Telefon durch eine Person erfolgen, oder die Daten werden durch eine automatische Mitteilung und Wahlmöglichkeit seitens des Angerufenen erhoben. Telefoninterviews als Methode zur Datenerhebung sind wissenschaftlich umstritten.
- Emnid fragt telefonisch nach der Parteienpräferenz. Dabei liest der Anrufer eine Liste von Parteien vor. Die Liste besteht derzeit (Stand: Mitte Juni 2025) aus folgenden Parteien: AfD, BSW, CDU, CSU, FDP, GRÜNE, LINKE und SPD.[8] Ist die Präferenz des Angerufenen nicht vorhanden (z. B. NPD oder Freie Wähler), wird er aufgefordert, die Partei seiner Präferenz zu nennen.
- Infratest dimap fragt telefonisch nach der Parteienpräferenz, ohne eine Liste vorzulesen. Der Angerufene wird aufgefordert, die Partei seiner Präferenz zu nennen.
- Forsa fragt telefonisch nach Parteienpräferenz, ohne eine Liste vorzulesen. Der Angerufene wird aufgefordert, die Partei seiner Präferenz zu nennen.

### Politische Stimmung und Projektion
Die Rohdaten aus der Befragung geben die politische Stimmung zum Zeitpunkt der Umfrage wieder. Zur besseren Einschätzung des Ergebnisses werden zusammen mit der Sonntagsfrage Bewertungen zu aktuellen Themen (z. B. Reformprogramme, Steuerpolitik, Kriegsgefahr und sonstiges) abgefragt und in Beziehung zum ermittelten Wahlergebnis gesetzt. Es ist auch üblich und aufschlussreich, Meinungen zu bestimmten Themenkomplexen (wirtschaftliche Kompetenz, Sozialpolitik, Ausstrahlung des Spitzenkandidaten usw.) abzufragen und so die Stärken und Schwächen einer Partei differenzierter darzustellen, als es bei einer tatsächlichen Wahl möglich wäre. Die Ergebnisse der Sonntagsfrage unterliegen einem Wahlzyklus. Diese Daten fließen in die Projektionen ein, die die politische Stimmungslage zu einer Aussage über das tatsächlich zu erwartende Wahlverhalten korrigieren soll. Neben der politischen Stimmung fließen hier auch Erfahrungen über mittel- und längerfristige Bindungen der Wähler, taktisches Wahlverhalten (z. B. unterschiedliche Vergabe der Erst- und Zweitstimme) und ein Verzögerungseffekt („Time-lag“) ein.

## Kritik
Für öffentliche Kritik sorgten im Nachgang der baden-württembergischen Landtagswahlen von 1992 und 1996 Umfragen, bei denen das Allensbach-Institut die Umfragewerte der Partei Die Republikaner bei weitem zu niedrig angesetzt hatte. Allensbach prognostizierte 4,5 bzw. 4 Prozent Stimmenanteil. Die tatsächlichen Wahlergebnisse der Republikaner lagen jedoch bei 10,9 und 9,1 Prozent. In einem Interview zu den Vorfällen räumte die Geschäftsführerin Renate Köcher ein, dass sie der Partei keine Plattform bieten wollte und daher die ihr bereits vor der Wahl bekannten höheren Umfragewerte nicht veröffentlicht hatte. Dieses Vorgehen stieß in der Publizistik und Wissenschaft auf Kritik.
Bei der Bundestagswahl 2005 lagen die Vorhersagen aller Meinungsforschungsinstitute weit vom tatsächlichen Wahlergebnis entfernt. So wurden der Union bis zu acht Prozentpunkte zu viel vorausgesagt. Im Vorfeld der Bundestagswahl 2013 warf der Vorsitzende der neu gegründeten AfD, Bernd Lucke, mehreren Instituten öffentlich vor, die Umfragewerte zu Ungunsten der AfD zu manipulieren, obwohl die Partei nach seinen Informationen in den Rohdaten deutlich über der Fünf-Prozent-Hürde liege. Das Forsa-Institut erwirkte daraufhin beim Landgericht Köln eine einstweilige Verfügung mit strafbewehrter Unterlassungserklärung gegen den AfD-Vorsitzenden. Das Wahlergebnis lag schließlich bei 4,7 %.
Der Politikwissenschaftler Wolfgang Gibowski, einst für das ZDF-Politbarometer tätig, äußerte sich folgendermaßen zur Zuverlässigkeit von Wahlumfragen: „Es ist unstrittig, dass Ergebnisse der Sonntagsfrage […] oft sehr unrealistisch waren.“ Die tatsächliche Wählerschaft entspreche nicht den Teilnehmern der Wahlumfrage, weil ein Teil der Ausgelosten nicht telefonisch befragt werden könne, da sie nicht erreichbar seien oder eine Teilnahme ablehnen. Der Chef des Forsa-Meinungsforschungsinstitutes Manfred Güllner folgerte: „Kein Institut kann bei einer Sonntagsfrage ein hundertprozentig repräsentatives Publikum der tatsächlichen Wählerschaft befragen. Es bleiben unterm Strich immer Unsicherheiten und Unschärfen.“ Zudem lassen sich Leihstimmen im Zuge einer taktischen Wahlentscheidung, die beispielsweise von der CDU auf die FDP übertragen werden, nur unzureichend erfassen. Zu diesem Aspekt gehört auch, dass die meisten Institute gar nicht getrennt nach Erst- und Zweitstimme fragen, sondern nur nach einer Parteien-Präferenz. Daneben besteht keine Möglichkeit, zuverlässig zu erfahren, wer auch tatsächlich an der Wahl teilnehmen wird. So könne von den Befragten die Wahlabsicht lediglich behauptet werden, da eine Angabe der Wahlenthaltung als politisches Desinteresse aufgefasst und eine Stigmatisierung befürchtet werde. Eine weitere Ungenauigkeit der Wahlumfragen ergibt sich daraus, dass Wahlentscheidungen zunehmend erst unmittelbar vor dem Urnengang getroffen werden, teilweise erst spontan in der Wahlkabine.
Bei zu geringen Fallzahlen für eine Partei ist keine Auswertung möglich. Auch die tatsächlich gegebene Irrealität der Frage wurde kritisiert. So äußerte der damalige SPD-Fraktionschef Frank-Walter Steinmeier sich: „Die Sonntagsfrage sagt nicht viel aus, weil alle Befragten ganz genau wissen: Sonntag ist gar keine Wahl.“